# Slapcat
In informatica, nei sistemi GNU/Linux Slapcat è un comando che permette di stampare su standard output in formato LDIF (LDAP Directory Interchange Format) il contenuto del database mantenuto dal demone slapd.

## Descrizione
Il file relativo a tale comando è di sistema, ma non essenziale per l'avvio: si trova nella cartella /usr/sbin (secondo lo standard FHS) ed è di proprietà dell'utente root.
Uno dei metodi migliori di utilizzo è redirigere lo standard output su file per farne dei backup, ad esempio:
```
slapcat > /root/backup.ldif
```

oppure:
```
slapcat -l /root/backup.ldif
```

Per ripristinare il backup sarà poi possibile usare il comando slapadd con l'opzione -l, ad esempio:
```
slapadd -l /root/backup.ldif
```

Per una descrizione più dettagliata vedere la man page tramite il comando man slapcat.